# Carex cenantha
Carex cenantha är en halvgräsart som beskrevs av Andrey Evgenievich Kozhevnikov. Carex cenantha ingår i släktet starrar, och familjen halvgräs. Inga underarter finns listade i Catalogue of Life.